# Phthiracarus lividus
Phthiracarus lividus är en kvalsterart som först beskrevs av Wojciech Niedbała 2000.  Phthiracarus lividus ingår i släktet Phthiracarus och familjen Phthiracaridae. Inga underarter finns listade i Catalogue of Life.